# Askøybrua
Askøybrua je silniční visutý most spojující oblast Kjøkkelvik v části Bergenu Laksevåg a jižní část ostrova Askøy ve stejnojmenné obci v norském kraji Hordaland. Je součástí cesty Fylkesvei 562 a přemosťuje fjord Byfjorden.
Celková délka mostu je 1057 m a šířka mostovky je 15.5 m, z toho 2 jízdní pruhy mají šířku 4.36 m a šířka pruhu pro cyklisty a chodce je 3.45 m. Celkově má most 7 polí, hlavní se s délkou rozpětí 850 m stalo po dokončení nejdelším v zemi a bylo jím do roku 2013, kdy byl dokončen most Hardangerbrua. Výška mostovky nad hladinou fjordu je 63 m a výška hlavních pylonů je 152 m.

## Historie
První plány na výměnu zdejšího trajektu za most byly navrženy již v 60. letech jako součást projektu na propojení Bergenu, Laksevågu, Sotra a Askøyu, v jehož rámci byl postaven i most Sotrabrua. V roce 1970 vznikla společnost Askøybrua AS, která měla zajistit finance na výstavbu mostu, ale plánované náklady byly příliš vysoké na to, aby byly pokryté jen z mýtného. Kvůli tomu a nedostatku dálnic v západní části Bergenu byla výstavba mostu odložena. Výstavba se nakonec začala 24. dubna 1989 a dokončena byla o tři roky později. Most byl otevřen 12. prosince 1992 a po dokončení byl jedním z nejdelších mostů v zemi. Finanční náklady na výstavbu mostu pořízené vybíráním poplatků za použití trajektu mezi rokem 1984 a dokončením mostu činily 400 mil. NOK.
Do 18. listopadu 2006 bylo na mostě vybírané mýtné.